# San Francisco 49ers 2005
La stagione 2005 dei San Francisco 49ers è stata la 56ª della franchigia nella National Football League. La squadra vinse due gare in più della stagione precedente, terminata con un disastroso record di 2-14.
Malgrado l'avere avuto un record migliore degli Houston Texans (2-14) e dei New Orleans Saints, le statistiche del sito Football Outsiders calcolarono in realtà che i 49ers, giocata per giocata, non solo furono la peggiore squadra della NFL nel 2005, ma anche la peggiore in assoluto mai calcolata. Sempre secondo quel sito, l'attacco di San Francisco nel 2005 è il terzo peggiore mai calcolato.

## Draft 2005

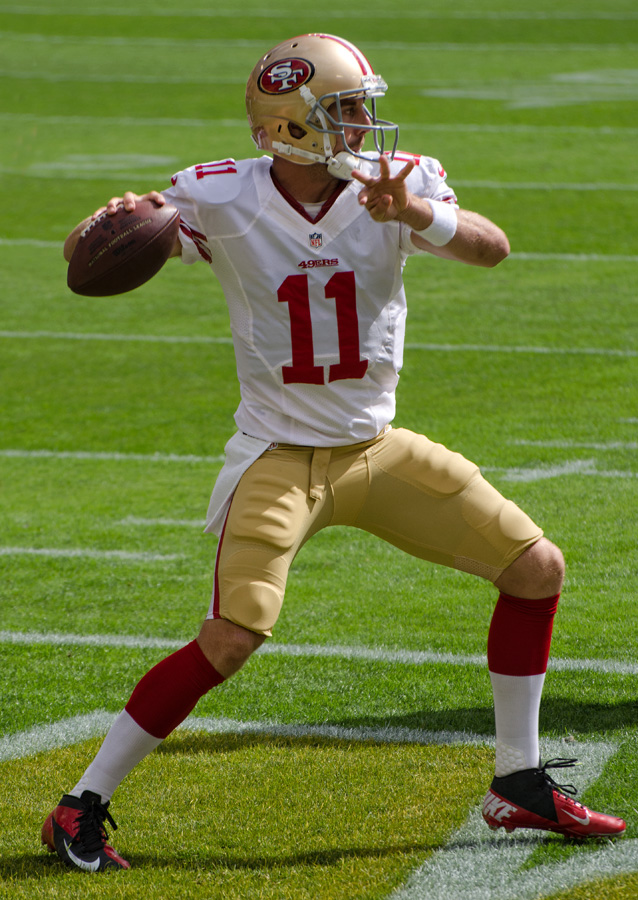
Alex Smith fu la prima scelta assoluta del Draft 2005.

In possesso della prima scelta assoluta nel Draft 2005, la squadra scelse il quarterback dall'Università dello Utah Alex Smith. I 49ers necessitavano di un quarterback e i due migliori prospetti in quel ruolo erano Smith e Aaron Rodgers. Rodgers, il secondo quarterback scelto nel draft, scese sorprendentemente fino alla ventiquattresima, dei Green Bay Packers, che guidò alla vittoria del Super Bowl XLV nel 2010 e fu votato MVP della NFL nel 2011.

## Partite

### Stagione regolare
| Turno | Data         | Avversario             | Risultato | Record |
| ----- | ------------ | ---------------------- | --------- | ------ |
| 1     | 11 settembre | St. Louis Rams         | V 28-25   | 1-0    |
| 2     | 18 settembre | @ Philadelphia Eagles  | S 3-42    | 1-1    |
| 3     | 25 settembre | Dallas Cowboys         | S 31-34   | 1-2    |
| 4     | 2 ottobre    | @ Arizona Cardinals    | S 14-31   | 1-3    |
| 5     | 9 ottobre    | Indianapolis Colts     | S 3-28    | 1-4    |
| 7     | 23 ottobre   | @ Washington Redskins  | S 17-52   | 1-5    |
| 8     | 30 ottobre   | Tampa Bay Buccaneers   | V 15-10   | 2-5    |
| 9     | 6 novembre   | New York Giants        | S 6-24    | 2-6    |
| 10    | 13 novembre  | @ Chicago Bears        | S 9-17    | 2-7    |
| 11    | 20 novembre  | Seattle Seahawks       | S 25-27   | 2-8    |
| 12    | 27 novembre  | @ Tennessee Titans     | S 22-33   | 2-9    |
| 13    | 4 dicembre   | Arizona Cardinals      | S 10-17   | 2-10   |
| 14    | 11 dicembre  | @ Seattle Seahawks     | S 3-41    | 2-11   |
| 15    | 18 dicembre  | @ Jacksonville Jaguars | S 9-10    | 2-12   |
| 16    | 24 dicembre  | @ St. Louis Rams       | V 24-20   | 3-13   |
| 17    | 1º gennaio   | Houston Texans         | V 20-17   | 4-12   |